# Aveyond
Aveyond là một loạt game nổi tiếng của hãng Amaranth Games. Trò chơi được đặt trong một thế giới tưởng tượng thời trung cổ, trong đó người chơi cố gắng cứu thế giới thoát khỏi những âm mưu xấu xa, tội lỗi của những thế lực độc ác, đen tối với nhiều nhiệm vụ có liên quan khác.
Aveyond vay mượn từ các yếu tố tưởng tượng (như chiến binh rồng, trận chiến cuối cùng...) nó cung cấp một kinh nghiệm thú vị và quen thuộc, thường được biết đến qua giao diện điều khiển trò chơi nhập vai ở Nhật Bản.
Aveyond hiện nay gồm 3 phần nối tiếp cùng phần giới thiệu:
- Phần giới thiệu:Ahriman's Prophecy (còn được gọi là Aveyond 0) (Lời tiên tri về Ahriman) được phát hành vào ngày 5/12/2005
- 3 phần nối tiếp gồm:

- Aveyond 1 Rhen's Quest (Cuộc phiêu lưu của Rhen) được phát hành vào ngày 26/11/2006
- Aveyond 2 Ean's Quest (Nhiệm vụ của Ean) được phát hành vào ngày 27/12/2007
- Aveyond 3 Orbs of Magic (Những quả cầu ma thuật) gồm 4 chương nối tiếp:

1. Quyển 1:Aveyond:Lord of Twilight (Chúa tể của chạng vạng) được phát hành vào ngày 5/6/2009
2. Quyển 2:Aveyond:Gates of Night (Những cánh cổng của bóng đêm) được phát hành vào ngày 31/7/2009
3. Quyển 3:Aveyond:The Lost Orb (Quả cầu bị thất lạc) được phát hành vào ngày 15/2/2010
4. Quyển 4:Aveyond:The Darkthrop Prophecy (Lời tiên tri về dòng họ Darkthrop) được phát hành vào ngày 21/12/2010

- Aveyond 4 Shadow of the Mist (Bóng tối trong sương mù) được phát hành vào ngày 10/12/2015

### Trang chủ, trang liên kết
http://aveyond.com